# HD 4208
HD 4208 o Cocibolca (HIP 3479 / SAO 166526 / GJ 9024) és un estrella de magnitud aparent +7,79 situada a la constel·lació de l'Escultor prop del límit amb Balena. S'hi troba a 107 anys llum de distància del sistema solar. El 2001 es va anunciar el descobriment d'un planeta extrasolar en òrbita al voltant d'aquest estel.
HD 4208 és una nana groga de tipus espectral G5V que té una temperatura efectiva de 5 585 ± 50 K. Menys lluminosa que el Sol, llueix amb l'equivalent al 71% de la lluminositat solar. El seu radi és entre el 89 % i el 91 % del radi solar i té una massa que correspon al 83% de la massa solar. La seva edat estimada, 4 470 milions d'anys, és pràcticament idèntica a la del nostre estel.
El contingut de ferro d'HD 4208 només suposa el 58 % del que té el Sol, a diferència d'altres estels amb planetes gegants, on sembla haver-hi una relació entre l'existència d'aquests planetes i una elevada metal·licitat —abundància relativa d'elements més pesants que l'heli. Recentment, s'ha qüestionat aquesta relació, suggerint-se que la presència de planetes gegants està relacionada amb un paràmetre lligat al radi de l'òrbita galàctica i no amb la metal·licitat.

## Sistema planetari
Al voltant d'HD 4208 orbita un planeta —denominat HD 4208 b o Xolotlán— amb una massa mínima del 80 % de la massa de Júpiter. Es mou a una distància mitjana de l'estel d'1,65 ua amb un període orbital de 812 dies, al llarg d'una òrbita similar a la de Mart en el nostre sistema solar.